# Generación del 80

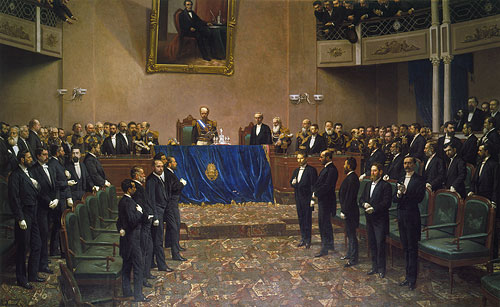
El General Roca ante el Congreso Nacional (c. 1886-1887), por Juan Manuel Blanes.

La Generación del 80 es un término utilizado para referirse a un grupo de escritores e intelectuales de Argentina que se destacaron en las últimas décadas del siglo XIX y las primeras del siglo XX, y por extensión a la élite gobernante de la República Argentina durante el período de la República Conservadora que se extendió entre 1880 y 1916. 
Integrada por un pequeño grupo de familias de clase alta, mayormente propietarias de extensos latifundios conocidos como «estancias», se nucleó políticamente primero en la Liga de Gobernadores de 1870 y luego en el Partido Autonomista Nacional (PAN). El general Julio Argentino Roca, dos veces presidente de la Nación (1880-1886 y 1898-1904), es considerado el máximo referente político de la Generación del 80 y del modelo de país que estableció, con centro en Buenos Aires, basado en la producción de cereales y carnes en la región pampeana para su exportación a Inglaterra. Con un pensamiento predominantemente conservador, liberal y laico, esta generación controló las más importantes posiciones políticas, económicas, militares y culturales, manteniéndose en el poder político por más de cuatro décadas, mediante el fraude electoral.
Algunos de los principales referentes literarios de esta generación son Estanislao Zeballos, Joaquín V. González, Luis María Drago, Eduardo Wilde, Lucio V. Mansilla, Miguel Cané y Paul Groussac, mientras que los referentes políticos fueron los presidentes Nicolás Avellaneda, Julio Argentino Roca, Miguel Juárez Celman, Carlos Pellegrini, Luis Sáenz Peña, José Evaristo Uriburu, Manuel Quintana, José Figueroa Alcorta, Roque Sáenz Peña y Victorino de la Plaza. En los medios de comunicación la Generación del 80 encontró expresión en periódicos como el diario La Prensa, dirigido por José C. Paz.
Enfrentó una oposición creciente, conformada por Leandro N. Alem, Bartolomé Mitre, Aristóbulo del Valle, Bernardo de Irigoyen, Francisco A. Barroetaveña e Hipólito Yrigoyen, que se expresó incluso en levantamientos armados como las revoluciones de 1890, 1893 y 1905. Los movimientos opositores se nuclearon en lo político en torno a la Unión Cívica Radical y el Partido Socialista, en las corrientes sindicales anarquistas, socialistas y sindicalistas revolucionarias, en el movimiento feminista, en la rebelión agraria de 1912 y en el movimiento estudiantil que tuvo su culminación en la Reforma Universitaria de 1918. También encontró oposición de parte de la Iglesia católica, con referentes como José Manuel Estrada y Emilio Lamarca, que a pesar de que compartían algunas posturas conservadoras, diferían en la idea de que el país fuese un Estado Laico.
La Generación del 80 fue hegemónica hasta 1916, año en el que se dio inicio al período de las primeras presidencias radicales, cuando el gobierno nacional comenzó a ser elegido por medio del sufragio secreto y obligatorio para varones, como consecuencia de la Ley Sáenz Peña aprobada cuatro años antes, y con la llegada de la Unión Cívica Radical al poder de la mano de Hipólito Yrigoyen.

## El concepto de Generación del 80
El término "Generación del 80" apareció por primera vez a lo largo de la década de 1920, y se refería a una generación de literarios. En su Historia de la Literatura Argentina, Ricardo Rojas le dio ese nombre de forma marginal, ya que el grupo que más tarde llevaría el nombre de Generación del 80 es llamado "Los modernos". El primer autor que agrupó a los autores del período con ese nombre fue Arturo Giménez Pastor, con un trabajo titulado Los del 80; si bien utiliza ese nombre especialmente para escritores, también menciona intelectuales y científicos. Simultáneamente, el historiador Rómulo Carbia, en su Historia crítica de la historiografía argentina, agrupaba a los historiadores del período como "Los ensayistas". Por último, en dos artículos aparecidos en el diario La Nación a fines de los años 30, Manuel Mujica Lainez menciona a la "Generación del 80" circunscripto al mundo literario.
La particularidad de que la mayoría de los escritores del período fueron también políticos de mucha figuración permitió extender el término a los políticos, pero ese proceso no se dio con claridad hasta mediados de los años 1950, cuando Carlos Ibarguren se refirió al conjunto de los intelectuales y políticos del período con ese nombre. El término fue utilizado también por un historiador de izquierda como Jorge Abelardo Ramos en Revolución y contrarrevolución en la Argentina (1957), y por Enrique Barba en un artículo de 1959, en que declaraba que esta generación era descendiente directa de la Generación del 37 por sus ideales y filosofía. La delimitación más exacta del término "Generación del 80", como un conjunto de dirigentes intelectualizados, herederos conscientes de la del 37, oligárquicos y ligados a la producción ganadera, llegó de la mano de David Viñas, en Literatura argentina y realidad política: Apogeo de la oligarquía  (1964). Ya en El desarrollo de las ideas en la Argentina del siglo XX, José Luis Romero hablaba de la Generación del 80 como un concepto enteramente conocido por el lector.
Desde 1970 en adelante, el término se usaría en el sentido que le dio Viñas, con matices más o menos favorables o desfavorables según el punto de vista del autor. Pero a partir de este período aparecieron ciertas ambigüedades en cuanto a los límites que permiten definir quién perteneció a esa generación y quién no. Identificada la Generación del 80 con el amplio período transcurrido entre 1880 y 1916, se ha tendido a dejar de lado las particularidades de los dirigentes e intelectuales más jóvenes aparecidos en los primeros años del siglo XX, que mostraron una orientación claramente diferenciada de la anterior, por lo que no cabría incluirlos en la del 80; por ejemplo, los intelectuales y científicos no tuvieron, casi sin excepción, aspiraciones políticas.

## Ideología
La Generación del 80 se ubica cronológicamente luego de las llamadas "presidencias históricas" (Bartolomé Mitre, Domingo F. Sarmiento y Nicolás Avellaneda), pero teniendo en cuenta que este último fue fundador del Partido Autonomista Nacional (PAN) e inició el período de 42 años consecutivos, durante los cuales gobernó el PAN en un virtual régimen de partido único, garantizado por un sistema electoral fraudulento basado en el voto cantado. 
Los políticos de la Generación del 80 defendían posturas positivistas, simbolizando su actuación con el lema de Auguste Comte, de Orden y progreso. Los dirigentes de esta generación creían ciegamente en el progreso, identificando tal concepto con el crecimiento económico y modernización[cita requerida]; el orden era considerado una condición necesaria de tal progreso, ya que fijaba las condiciones de tranquilidad en las cuales debía encontrarse el pueblo para permitir la proyección del progreso. Con similar contenido, las dos presidencias de Julio Argentino Roca se fundaron en el lema "Paz y administración", que sintetiza el pensamiento liberal y conservador.
A lo largo de casi toda su existencia, los hombres de la Generación del 80 creyeron en un destino de progreso indefinido para su país y para la humanidad. Se esperaba ver un crecimiento del país en todos los aspectos, tanto económicos, como sociales, culturales y materiales. En cierto sentido, no creyeron necesario hacer mucho más que crear las condiciones para ese crecimiento, ya que daban por sentado que el progreso respondía más bien a la naturaleza de las cosas. El único período que cuestionó esa esperanza fue la crisis económica de 1890, pero el optimismo general retornó al poco tiempo.
Ideológicamente, esta generación se consideraba tributaria de la Generación del 37, a la cual habían pertenecido sus padres o abuelos —aunque muchos dirigentes eran descendientes de personajes destacados de la época de  Juan Manuel de Rosas— y sostenían como dogmas los principios enumerados por muchos de los miembros de esa generación; en particular, el de gobernar es poblar de Juan Bautista Alberdi, del cual heredaron  parte de sus prejuicios culturales y raciales, el rechazo de las tradiciones retrógradas que nos subordinan al antiguo régimen de Esteban Echeverría y el enfrentamiento entre civilización y barbarie de Domingo Faustino Sarmiento.
Las ideas positivistas de esta generación estaban notablemente influidas por el pensamiento de Herbert Spencer, que adaptó los principios evolucionistas de Charles Darwin a las sociedades modernas. Así, de acuerdo al modelo sarmientino, gauchos e indios eran bárbaros, personas incultas incapaces de apreciar las ventajas de una vida social fundada sobre los principios liberales que garantizaban el camino hacia el progreso. Sostenían por ello la necesidad de eliminar la barbarie mediante el orden y afianzar la civilización, trayendo población europea para entrar en las vías del progreso. No encontraban contradicciones morales en la eliminación cultural y hasta física de la población nativa, ya que el destino de las razas y culturas europeas —consideradas más "aptas" para vivir en el mundo moderno— era prevalecer sobre ellas, y tarde o temprano desplazarían a las "menos aptas".
Enfrentaron las posiciones tradicionales de la Iglesia católica y bajo su impulso se trató de definir la separación entre la Iglesia y el Estado con la sanción de las leyes de Matrimonio Civil, Registro Civil y Educación Común, la última de las cuales estableció la enseñanza primaria pública, obligatoria, gratuita y laica. Según la mirada de Juan José Sebreli, nunca se intentó seriamente separar completamente la Iglesia del Estado, sino solamente de minimizar la influencia institucional de la misma.
Estas últimas medidas llevaron a un enfrentamiento constante con la Iglesia, que intentó ser defendida por una fracción ideológicamente marginal de la Generación del 80: los líderes católicos, como Estrada, Emilio Lamarca o Pedro Goyena, cuestionaban las posturas anticlericales del grupo dirigente, pero compartía sus ideas liberales.

## Expansión poblacional y económica
La Generación del 80, así como las presidencias anteriores y posteriores, impulsaron un proceso de inmigración proveniente principalmente de naciones de ultramar, mayoritariamente procedentes de Italia y España, que ampliaron la población argentina del 0,1% del mundo en 1850 al 0,6% del mundo en 1930, fecha a partir de la cual se mantuvo este último porcentaje.
Llevó adelante una política económica liberal que terminó de organizar un modelo agroexportador, compatible con la división internacional del trabajo impuesta por el Imperio británico, que poco antes había derrotado al Imperio chino en la segunda guerra del Opio (1856-1860).
El país concentró su actividad económica en la región pampeana con eje en la ciudad-puerto de Buenos Aires, con el fin de producir carnes (ovinas y vacunas), cuero, lana y granos (trigo, maíz y lino), principalmente para el mercado británico, a cambio de importar manufacturas industriales. Mientras el 95% de las exportaciones eran de productos agrarios, Argentina importaba el 77% de su consumo textil y el 67% de su consumo metalúrgico. Simultáneamente el capital inglés se hizo cargo de la mayor parte de las actividades logísticas, como los bancos, ferrocarriles, frigoríficos, etc.
En 1887, poco después de haber finalizado su primera presidencia, Julio Argentino Roca visitó Londres y sintetizó la relación entre Argentina y Gran Bretaña con estas palabras:

Soy tal vez el primer expresidente de la América del Sur que haya sido objeto en Londres de una demostración semejante por su número tan escogido de caballeros. He abrigado siempre una gran simpatía hacia Inglaterra. La República Argentina, que será algún día una gran nación, no olvidará jamás que el estado de progreso y prosperidad en que se encuentra en estos momentos se deben en gran parte al capital inglés.
Julio A. Roca

Gerchunoff y Llach han estimado que a principios del siglo XX, la mitad del PBI argentino era aportado por las importaciones y exportaciones.
Mientras el 95% de las exportaciones eran de productos agrarios, Argentina importaba el 77% de su consumo textil y el 67% de su consumo metalúrgico. Simultáneamente el capital inglés se hizo cargo de la mayor parte de las actividades logísticas, como los bancos, ferrocarriles, frigoríficos, etc.
 En 1888 Argentina era el sexto exportador de granos, pasando a ser el tercero en 1907, sólo superada por Estados Unidos y Rusia.
El modelo liberal agroexportador ha sido criticado desde diversos sectores por no impulsar suficientemente los eslabonamientos, principalmente en los sectores textiles y metalúrgico.
El modelo agroexportador argentino fue impulsado y sostenido principalmente por los latifundistas bonaerenses (llamados estancieros), organizados en la Sociedad Rural Argentina, la primera entidad gremial del país, fundada en 1868. Los estancieros lograron bloquear el proyecto de ley de tierras del presidente Domingo F. Sarmiento (1868-1874), que bajo el lema de "¡Cien Chivilcoys!", pretendía entregar tierras a los inmigrantes con el fin de establecer un sistema de colonias chacareras (granjas) trabajadas por sus propietarios. La Ley de tierras N.º 817 de Nicolás Avellaneda canceló ese proyecto y consagró el dominio de la estancia.
Sin embargo, la utilización de estas políticas económicas librecambistas propiciadas desde el gobierno fueron complementadas por el grupo gobernante con un claro refuerzo de la acción del Estado en aquellas áreas que se consideraban esenciales al contrato social.
Los diversos tratados con los países vecinos pusieron fin a las principales cuestiones de límites, afianzando el control del territorio nacional a través de la llamada Campaña del Desierto.   
La Constitución de 1853 estableció la obligación del gobierno de fomentar de la inmigración europea. Leyes como la Ley 1420, la Ley de Tierras de Avellaneda de 1876, la Ley de Residencia de 1902 y la Ley de Defensa Social de 1910, fueron sancionadas con el fin de establecer el control del Estado argentino sobre los inmigrantes y limitar su acceso a la tierra. Por otra parte la población asentada en los territorios indígenas conquistados no fueron provincializadas, impidiendo así que sus habitantes pudieran acceder a los derechos políticos (elección de representantes legislativos y ejecutivos). 
La enorme expansión poblacional dio nacimiento a movimientos obreros que comenzaron a reclamar por la mejora de sus condiciones de vida, en especial, de trabajo incorporando en sus acciones a la huelga como herramienta de presión social. 
La inmigración dio paso, gracias a las políticas públicas implementadas por la Generación de los 80, a que en el lapso de un cuarto de siglo, se produjera un fenomenal movimiento social ascendente que dio paso a la poderosa clase media argentina, que llegó al poder con el radicalismo.

## Derrumbe de la Generación del 80
Durante la segunda presidencia de Julio Argentino Roca se sancionó la Ley 4.144 de Residencia, que permitía la expulsión inmediata de extranjeros  activistas contrarios al régimen. Su concuñado, Miguel Juárez Celman, se había enfrentado en 1890 a la Revolución del Parque, y en 1905 el radicalismo volvería a las armas en un alzamiento coordinado en varias provincias. En 1910 y ante la proximidad de los festejos del Centenario de la Revolución de Mayo, se sancionó la Ley de Defensa Social, instaurando así el arresto preventivo de sospechosos de anarquismo. En el Gobierno hubo también tibios avances para intentar calmar los reclamos obreros al crear el Departamento Nacional de Trabajo en 1907. Así el conservadurismo dictó las primeras leyes laborales de la época, que resultaron insuficientes frente al gran desarrollo del sector obrero, producto de la masiva inmigración y el crecimiento económico registrados para entonces. 
Ante la constante de los nuevos sectores medios de la sociedad, las huelgas constantes, las  críticas en la prensa y el Congreso, la Generación del 80 ya encabezada por la línea modernista del Partido Autonomista Nacional se vio en la necesidad de dar respuestas a la nueva realidad y amplió la participación política a partir de la sanción de la Ley Sáenz Peña de 1912, de sufragio secreto, universal y obligatorio. En 1916, en las primeras elecciones en que se aplicó, el régimen conservador perdía por primera vez las elecciones presidenciales en manos del radical Hipólito Yrigoyen, quien asumió su primera presidencia con el respaldo mayoritario de los sectores medios del pueblo argentino.

## Presidentes argentinos de la Generación del 80
Partido:      Partido Autonomista Nacional
| Presidente de la Nación | Presidente de la Nación | Presidente de la Nación             | Provincia en la que nació | Periodo presidencial | Inicio del mandato    | Fin del mandato       | Duración                  | Partido                                       | Elecciones | Vicepresidente | Vicepresidente        |
| ----------------------- | ----------------------- | ----------------------------------- | ------------------------- | -------------------- | --------------------- | --------------------- | ------------------------- | --------------------------------------------- | ---------- | -------------- | --------------------- |
|                         |                         | Julio Argentino Roca (1843 – 1914)  | Tucumán                   | 1880 - 1886          | 12 de octubre de 1880 | 12 de octubre de 1886 | 6 años                    | Partido Autonomista Nacional                  | 1880       |                | Francisco B. Madero   |
|                         |                         | Miguel Juárez Celman (1844 – 1909)  | Córdoba                   | 1886 - 1892          | 12 de octubre de 1886 | 6 de agosto de 1890   | 3 años, 9 meses y 25 días | Partido Autonomista Nacional                  | 1886       |                | Carlos Pellegrini     |
|                         |                         | Carlos Pellegrini (1846 – 1906)     | Ciudad de Buenos Aires    | 1886 - 1892          | 6 de agosto de 1890   | 12 de octubre de 1892 | 2 años, 2 meses y 6 días  | Partido Autonomista Nacional                  | 1886       | vacante        | vacante               |
|                         |                         | Luis Sáenz Peña (1822 – 1907)       | Ciudad de Buenos Aires    | 1892 - 1898          | 12 de octubre de 1892 | 23 de enero de 1895   | 2 años, 3 meses y 11 días | Partido Autonomista Nacional                  | 1892       |                | José Evaristo Uriburu |
|                         |                         | José Evaristo Uriburu (1831 – 1914) | Salta                     | 1892 - 1898          | 23 de enero de 1895   | 12 de octubre de 1898 | 3 años, 8 meses y 20 días | Partido Autonomista Nacional                  | 1892       | vacante        | vacante               |
|                         |                         | Julio Argentino Roca (1843 – 1914)  | Tucumán                   | 1898 - 1904          | 12 de octubre de 1898 | 12 de octubre de 1904 | 6 años                    | Partido Autonomista Nacional                  | 1898       |                | Norberto Quirno Costa |
|                         |                         | Manuel Quintana (1835 – 1906)       | Ciudad de Buenos Aires    | 1904 - 1910          | 12 de octubre de 1904 | 12 de marzo de 1906   | 1 año y 5 meses           | Partido Autonomista Nacional                  | 1904       |                | José Figueroa Alcorta |
|                         |                         | José Figueroa Alcorta (1860 – 1931) | Córdoba                   | 1904 - 1910          | 12 de marzo de 1906   | 12 de octubre de 1910 | 4 años y 7 meses          | Partido Autonomista Nacional                  | 1904       | vacante        | vacante               |
|                         |                         | Roque Sáenz Peña (1851 – 1914)      | Ciudad de Buenos Aires    | 1910 - 1916          | 12 de octubre de 1910 | 9 de agosto de 1914   | 3 años, 9 meses y 28 días | Partido Autonomista Nacional (Unión Nacional) | 1910       |                | Victorino de la Plaza |
|                         |                         | Victorino de la Plaza (1840 – 1919) | Salta                     | 1910 - 1916          | 9 de agosto de 1914   | 12 de octubre de 1916 | 2 años, 2 meses y 3 días  | Partido Autonomista Nacional (Unión Nacional) | 1910       | vacante        | vacante               |